# Pinus banksiana
Pinus banksiana, el pino de Banks o pino de Labrador, es un pino de  Norteamérica que tiene su área nativa de desarrollo en Canadá en el este de las Montañas Rocosas desde los Territorios del Noroeste a Nueva Escocia, y en el noreste de los Estados Unidos desde Minnesota a Maine, con la parte más sureña de su distribución en el noroeste de Indiana. En las zonas más extremas en el oeste de su distribución, se híbrida a menudo con su pariente próximo, Pinus contorta.
Los conos del pino de Banks tienen normalmente 5 cm y están curvados.

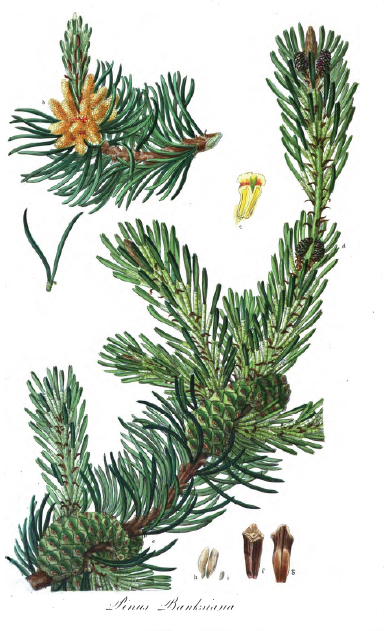
Ilustración

## Morfología
Es un gran árbol, que alcanza de 9 a 22 m (30 a 72 pies) en altura. Algunos pinos de Banks se clasifican como arbustos, debido a las condiciones de crecimiento pobres. El pino de Banks no crece perfectamente recto sino cuando es un árbol maduro, generalmente tiene una forma irregular similar al pino de echada. Este pino forma a menudo agrupaciones puras en suelo arenoso o rocoso. Está adaptado a los fuegos para crecer de reemplazo una vez haya pasado, con los conos cerrados durante muchos años, hasta que un incendio forestal mate los árboles maduros y abra los conos, resembrando la tierra quemada con sus semillas.

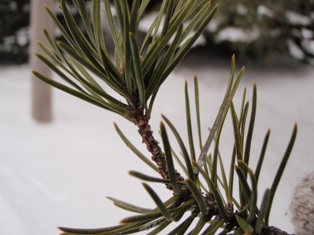
Follaje.

Las hojas se presentan en fascículos de dos, parecidas a agujas, torcido, levemente amarillo verdoso, y 2 a 4 cm (0.8 a 1.6 pulgadas) de largo. Los conos son de 3 a 5 cm (1,2 a 2 pulgadas) de largo, las escalas con un pincho pequeño, frágil que desaparece generalmente antes de la madurez, saliendo de los conos lisos. Inusualmente para un pino, los conos se sitúan normalmente delante a lo largo de la rama, encrespándose a veces alrededor de ella. Eso es una manera fácil de distinguirlo del pino similar "lodgepole" que se encuentra en áreas más occidentales de Norteamérica.

Los conos en árboles maduros son serótinos (tardíos). Se abren cuando están expuestos al calor intenso, mayor o igual 50 °C. El caso típico está en un fuego, no obstante los conos en las ramas más bajas pueden abrirse cuando las temperaturas alcanzan 27 °C debido al calor que es reflejado de la tierra. Además, cuando las temperaturas alcanzan -46 °C, los conos se abrirán, debido a la naturaleza de la resina. 

## Nombres comunes
El pino de Banks tiene una lista larga de nombres alternativos de menor importancia, incluyendo pino de Banks del este, pino gris, pino negro y pino carrasco; el último se refiere más comúnmente al "pino de Virginia" (Pinus virginiana), y pino gris (Pinus sabineana). El nombre del francés canadiense es "pino gris" o (incorrectamente) "ciprés".

## Ecología
La "curruca de Kirtland" (Dendroica kirtlandii), pájaro en peligro de extinción, depende de soportes puros y jóvenes del pino de Banks para la cría, en un área muy limitada en el norte de la Península inferior de Míchigan. Los bosques maduros del pino de Banks están generalmente abiertos, y la caída de sus agujas crea el suelo ácido, que hace que los arándanos crezcan a menudo abundantemente en el sotobosque.
Los especímenes jóvenes del pino de Banks son un anfitrión alternativo para el "moho de ampolla del helecho dulce" (Cronartium comptoniae). Los infectados por el "Helecho dulce" (Comptonia peregrina) lanzan las esporas anaranjadas polvorientas en el verano y los árboles próximos se infectan en otoño. Los árboles enfermos muestran úlceras anaranjadas verticales en el tronco y agallas en las ramas más bajas. La enfermedad no tiende a afectar a árboles más viejos.
Los pinos de Banks también son susceptibles a la "úlcera de scleroderris" (Gremmeniella abietina). Esta enfermedad se manifiesta amarilleando en la base de las agujas. La exposición prolongada puede llevar a la muerte del árbol.
Los insectos que atacan los especímenes del pino de Banks incluyen al "gorgojo del pino blanco" (Pissodes strobi), mosca de sierra del pino de Banks, y la oruga del pino de Banks.

## Usos Comerciales
- postes - principalmente en Canadá
- pasarelas

## Taxonomía
Pinus banksiana fue descrita por Aylmer Bourke Lambert  y publicado en A Description of the Genus Pinus 1: 7, pl. 3. 1803.
Etimología
Pinus: nombre genérico dado en latín al pino.
banksiana: epíteto otorgado en honor del botánico inglés Joseph Banks.
Sinonimia
- Pinus divaricata (Aiton) Sudw.
- Pinus divaricata f. procumbens (J.Rousseau) B.Boivin
- Pinus hudsonica Poir.
- Pinus rupestris Michx.f.
- Pinus sylvestris var. divaricata Aiton[7][8]